# Proclossiana
Proclossiana är ett släkte av fjärilar. Proclossiana ingår i familjen praktfjärilar.

## Dottertaxa tillProclossiana, i alfabetisk ordning[1]
- Proclossiana alticola
- Proclossiana aphirape
- Proclossiana asiatica
- Proclossiana caelestis
- Proclossiana centripunctata
- Proclossiana ceretanensis
- Proclossiana dawsoni
- Proclossiana deanella
- Proclossiana denali
- Proclossiana diluta
- Proclossiana eunomia
- Proclossiana eustigmoea
- Proclossiana excelsa
- Proclossiana fasciata
- Proclossiana gieysztori
- Proclossiana harperi
- Proclossiana haverkampfi
- Proclossiana helmina
- Proclossiana isabella
- Proclossiana laddi
- Proclossiana marga
- Proclossiana melanira
- Proclossiana montana
- Proclossiana nichollae
- Proclossiana ossianus
- Proclossiana peleis
- Proclossiana radiata
- Proclossiana reichi
- Proclossiana sarleti
- Proclossiana semiisabella
- Proclossiana subargentata
- Proclossiana sublatefasciata
- Proclossiana suprapupillata
- Proclossiana tomyris
- Proclossiana triclaris
- Proclossiana ursadentis